# 奧托二世 (不倫瑞克-哥廷根)
奧托二世 ( 约1384年—1463年2月18日烏斯拉爾)，又被稱為獨眼奧托; 韋爾夫家族成員，不倫瑞克-哥廷根公爵（1367年至1394年在位）。

## 生平
奧托繼承王位時仍未成年，最初不得不接受其表兄、布倫瑞克-沃爾芬比特爾親王腓特烈一世的監護，直到1398年國王文策爾一世宣布他成年。他的父親留給他的國家經濟和政治都已崩潰。與他好戰的父親不同，奧托始終是一位愛好和平的統治者。他成功恢復政治秩序，但未能解決財政問題。
為了維護法律和秩序，他與該地區的烏斯拉爾、塞森和甘德斯海姆等城市結盟，共同對抗強大的強盗騎士。1407年，他與哥廷根市民聯手攻佔因德城堡，並迫使阿德萊布森、哈登貝赫和施維赫特的領主們尊重公共和平。
由於長期的財政拮据，他不得不反覆向沃爾芬比特爾的堂兄弟借錢，並承諾早在1395年就繼承哥廷根的親王爵位。1400年，布倫瑞克-沃爾芬比特爾公爵腓特烈一世去世後，奧托二世不得不與其在世的堂兄弟伯恩哈德一世和溫和者亨利簽訂繼承條約。然而，奧托二世的財政狀況卻變得難以維持。早在1435年，他就退出政壇，將城市和階級的權力交給他們。
奧托二世的協議遭到了布倫瑞克-沃爾芬比特爾公國的繼承人——勝利者威廉和他的弟弟和平者亨利所保留。他們曾共同統治，但由於兩人之間日益增加的爭端，於1432年決定分割公國。他們也瓜分奧托二世作為其眾多貸款抵押品而贈予他們的城堡。當和平者亨利與勝利者威廉之間就哥廷根親王國的主權發生爭執時，奧托二世結束隱居回歸，站在和平者亨利一邊對抗威廉。1441年，他佔領明登城堡。經過漫長的談判以及德意志國王阿爾布雷希特二世施加的壓力，這場爭執最終於1442年得到解決：奧托二世保留烏斯拉爾城及其城堡，他的妻子獲得明登、德蘭斯費爾德和西切爾施泰因。塞森和甘德斯海姆從布倫瑞克-哥廷根公國分離出來，並隸屬於亨利在布倫瑞克-沃爾芬比特爾的領地。而威廉則從亨利和呂訥堡公爵那裡獲得特許權，即他可以統治布倫瑞克-哥廷根直至奧托去世。
奧托二世公爵退居烏斯拉爾，在那裡隱居了20多年，直到1463年去世。

## 婚姻與子嗣
大約在1408年，奧托二世與黑森伯爵赫爾曼二世的女兒艾格妮絲（死於1471年1月16日）結婚。他曾與艾格妮絲的妹妹伊莉莎白訂婚，但伊莉莎白在婚前去世。奧托二世和艾格妮絲育有一名女兒伊莉莎白。
由於奧托二世沒有留下男性繼承人，韋爾夫家族的布倫瑞克-哥廷根幼系血統在他1463年去世後斷絕。哥廷根公國傳給勝利者威廉，並從1495年起併入卡倫貝格公國，後來卡倫貝格有時被稱為布倫瑞克-卡倫貝格-哥廷根。

## 外部連結
- The House of Guelph

| 奧托二世 (不倫瑞克-哥廷根) 韋爾夫王朝埃斯特家族的分支出生于：约1384年逝世於：1463年2月18日 | 奧托二世 (不倫瑞克-哥廷根) 韋爾夫王朝埃斯特家族的分支出生于：约1384年逝世於：1463年2月18日 | 奧托二世 (不倫瑞克-哥廷根) 韋爾夫王朝埃斯特家族的分支出生于：约1384年逝世於：1463年2月18日 |
| 統治者頭銜                                                                                 | 統治者頭銜                                                                                 | 統治者頭銜                                                                                 |
| ------------------------------------------------------------------------------------------ | ------------------------------------------------------------------------------------------ | ------------------------------------------------------------------------------------------ |
| 前任者： 奧托一世                                                                          | 布倫瑞克-呂訥堡公爵 哥廷根親王 1394年–1463年                                               | 繼任者： 威廉三世 為卡倫貝格-哥廷根親王                                                    |